# Историја ваздухопловне медицине
Историја ваздухопловне медицине приближно је стара нешто више од једног века, колико и војно ваздухопловство које настало с почетка 20. века под утицајем оружаних сукоба широм света а у међуратном периоду и под утицајем комерцијалне експлоатације ваздушног простора. Ово освајање ваздушног простора све захтевније и са све савременијим летилицама, након неколико година наметнулу је нове потребе и непосредну везу ваздухопловства не само са техничким наукама већ и са другим наукама укључујући и биомедицинске, везано за све бројнија нерешена медицинска питања, и страдања пилота. Тако је од полетања првог авиона 17. децембара 1903. године до данашњих дана дошло до бурног развоја ваздухопловне технике и технологије, коју је пратио и убрзан развој ваздухопловне медицине. О том значају говори податак да су прва медицинска истраживања у ваздухопловству почела 1907, само 4 године од првог лета авиона. Тако је у склопу ваздухопловства рођена и нова медицинска специјалност која је током наредниг година стално увећавала свој удео у ваздухопловству и безбедности летења и напокон пронашла своје место у свеукупној историји медицине.

## Предуслови
Ваздухопловна средина, у којој пилоти раде, повезана је са факторима стреса, као што су промене притиска, низак амбијентални притисак, низак парцијални притисак кисеоника, ниска температура, сила убрзања, просторна дезоријентација, замор услед продуженог времена лета и џет лег. Комбинација ових фактора стреса може одвратити пажњу пилота и смањити њихове перформансе, што доводи до грешака које могу довести до ваздухопловних несреће. Од самог почетка развоја ваздухопловства и летења уложени су значајни напори да се ови фактори стреса смање како би се спречиле несреће и побољшала безбедност летења. Прогресивни развој авиона је додао и друге факторе стреса (сила убрзања, просторна дезоријентација, итд.) што је аздухопловству наметнуо даља истраживања за решавање бројних  проблема.
Ваздухопловна медицина и физиологија које су значајно допринеле здравственој заштити пилота и безбедности у ваздухопловству од свог зачетка напредовали су паралелном са напретком авијације.
Историја ваздухопловства која је понекад праћена трагедијама, ма колико то нехумано било омогућила је ваздухопловној медицини да из тих трагедије кроз медицинско проучавање сазна о њиховим узороцима и предложи бројне механизме физиолошке заштите и друге облике превенције
Према томе везано за развој летења треба посматрати и развој ваздухопловне медицине који се кроз историју, може схватити само у контексту научних достигнућа и техничких иновација у области летења, почев од појаве првих балона у 18. веку, преко једрилица у 19. веку, па све до ваздухоплова на моторни, а касније и млазни погон у 20. веку.
Како су се аеронаутичка наука и инжењеринг полако развијали, разумевање људског физиолошког одговора и развој опреме за одржавање живота за супротстављање овим ризицима остали су један мали корак иза. Касније, како је авијација напредовала све до истраживања свемира, догодио се сличан процес. Првенствено облик медицине рада (или заштите животне средине), област ваздухопловне медицине је постала високо специјализована, фасцинантна медицинска област.
Ваздухопловна медицина, кроз историјски развој својим многобројним активностима, требало је, а и данас још више треба, да очува здравље, безбедност и психофизичку способност лица укључених у бројне активности везане за боравак у земљиној атмосфери и свемиру, кроз високостручан медицински кадар. Зато се лекари ваздухопловне медицина могу наћи широм света у војсци, комерцијалним авио-компанијама, владиним агенцијама, приватним и независним агенцијама и клиникама за медицинску селекцију и издавање сертификата (дозвола) пилотима и другом ваздухопловном особљу, или у бројним институтима, лабораторијама и академским (школским) установама.

### Легенде о летењу
Човек је од свог постанка, кроз много векова умног и креативног развоја посматрао и проучава природу и небеско пространство изнад његовог животног окружења, након чега се у њему јавила све већа жеља да направи уређај којим би могао да овлада бескрајним ваздушним простором све до удаљених планета и звезда. Човек прво проучава летења, птица и инсеката, а затим бацањем предмета кроз ваздух, и закономерности физике, да би на крају својим првим покушајима летења одговорио на сопствене изазове за боравак у атмосфери и космосу.
Постоје старе легенде о људском лету, као што је легенда о Икару, а касније, нешто реалније тврдње о летовима људи на кратким растојањима, као што су летови с крилима (енгл. Abbas Ibn Firnas, 810—887), (шп. Eilmer of Malmesbury, 810—887), (у 11. веку ) и са надуваном пасаролом (порт. Bartolomeu Lourenço de Gusmão, 1685—1724).

#### Први радови у области физиологије успона на висину
Промена висине, која је основна карактеристика летења, има јак утицај на људски организам. На висини (у новом окружењу) тело покушава да одржи стање хомеостазе, (повратак организма у стање пре него што је дошло до неких промена у њему), како би се у њему обезбедила, оптимална активност сложених хемијских система. Свака промена ове хомеостаза (изван оптималног животног окружења), приморава тело, да покуша да исправи тај дизбаланс. Такав један дизбаланс настаје са повећањем висине и утиче на способност тела да обезбеди адекватну количину кисеоника потребну за функцију дисања у ћелијама и ткивима. Ако адаптивни одговори на овај стрес нису адекватни, функцоналне способности система у телу, могу драматично опасти, а ако стрес делују и продужено (хронично) резултати могу бити озбиљни, па чак и фатални.
Имајући напред наведено на чуди што су први радови у области будуће ваздухопловне медицине били баш у области проучавање висинске или планинске физиологије с краја 16. века када је Језуитски свештеник Ј. А. Акоста (J. A. de Acosta) описао симптоме хипоксије коју је доживио током боравка у Андима и сковао појам планинска болест". Међутим, касније је откривено да су 1600 година пре њега кинески трговци описали планинску болест од чијих симптома су патили на својим честим идугим путовањима преко Хиндукуша (перс. هندوکش, хинд. हिन्दु कुश — планине Инда), планинских масива у средњој Азији у државама Авганистан и Пакистана и најзападнијих делова великог масива који сачињавају Хималаји, Памир и Каракорум.
Евангелиста Торичели (1608—1647) је такође дао свој значајан допринос изучавању надморске висине и физиологије дисања, конструкцијом живиног барометра 1643. године. Поред тога, он је сковао и термин „ваздушни притисак” и био први који је вршио експерименте са животињама у условима негативног атмосферског притиска.
Otto von Guericke (1602-1686) конструисао је ваздушну пумпу 1650, и тиме постао прва особа која је створила услове „вакуума” (1654). Само неколико година касније, 1659. Роберт Бојл (1627-1691) је користећи ваздушну пумпу, уз помоћ свог колеге Роберта Хука (1635-1703), вршио је експеименте са прототипом вакуумске коморе 1677. године. У овој комори, он је био у стању да формира прве закључке о физиологији надморске висине након што је у вакууму провео 15 минута на еквивалентној надморској висини од око 2.400 m (7.900 ft)
Још један значајан допринос ваздухопловној физиологији дали су Џозеф Пристли (1733-1804), који је 1774. године открио кисеоник и Антоан Лавоазје (1743-1794) који је убрзо након открића кисеоника препознао његов значај за процес оксидације.
Овим открићима заокружена су основна сазнање неопходна за разумевање физиолошких утицаја надморске висине на организам човека.

#### Развој балонистике и са њом ваздухопловне медицине
Прави развој ваздухопловства а са њим и ваздухопловна медицина настаје у раном 18. веку са првим физиолошким студијама лекара балониста. Балон је први ваздухоплов којим је човек узлетио са земље. Прво полетање (без пилота) су у Француској остварила Браћа Монголфје 5. јуна 1783. У њиховом балону полећу 21. новембра 1783. и први пилоти Жан-Франсоа Пилатр де Розје и Франсоа Лорен д'Арланд (François Laurent d'Arlandes) до висине од 1.000 метара. Само неколико дана касније извршен је и први лет балоном испуњеним водоником, пилоти су Жак Шарл и Николас Луј Роберт. Овај се балон дигао до висине од 3.000 метара.
Током 1784. годину дана након првог лета балоном, од стране француског физичара Жан-Франсоа Пилатр де Розјеа (фр. Jean-François Pilâtre de Rozier), и бостонског физичара, др Џона Џефриза (енгл. John Jeffri), сачињена је прва студија висинског састава атмосфере уз помоћ балона.
Др Франциско Бовер на Медицинском факултету у Барселони 1800. објављује своја истраживања на тему „Употреба балона у медицини”. Његовим истраживањима придружују се Робертсон описом физиолошких проблема код ваздухопловаца, а 1850. Барал и Бикио који описују ефекте хладноће за време успона балоном.
Током 1804. Ј. Д. Захаров, је уз помоћ балона, истраживао не само физичке и физиолошке већ и психолошке проблеме у току летења, а М. А. Рикачев, поред физичких истраживања, које је вршио у току лета, проучавао је и функције вида и слуха, и један је од првих истраживача који је 1882. дао први опис личних особина неопходних за ваздухопловца.
Прву свеобухватну студију ефеката ваздушног притиска са променом висине, и његов утицаја на здравље, спровео је француски лекар Пол Бер (1830—1886) (кога многи сматрају оцем ваздухопловне медицине), 1870.тих година, често користећи себе као субјект. Његови експерименти поставили су основу за савремену физиологију у области изучавања утицаја промене састава ваздуха и барометарског притиска са променом висине и узрок настанка висинске и декомпресионе болести. Своја истраживања о утицају промене састава и притисак ваздуха, са порастом висине на људе, Бер је 1878. године објавио у својој књизи под насловом „Барометарски притисак; истраживања у експерименталној физиологији” (фр. “La pression barométrique; recherches de physiologie expérimentale), која ће дуго година остати незапажена. Била је то прва значајна публикација, не само у области физиологије дисања која се бавила изучавањем утицаја промене састава ваздуха и барометарског притиска са надморском висином, већ и у области експерименталне медицине у ширем смислу.
Између 1870. и 1878. Бер је спровео 670 појединачних истраживања и успео је да докаже однос ваздуха, гасова, притиска водене паре, крви и проблеме при летењу, што је у суштини основа ваздухопловне авиофизиологије, као најзаначјније области ваздухоплопвне медицине. Бер је у својим истраживањима користио и искуства балониста попут Glaisherа и Coxwellа који су током лета балоном до висине од око 29.000 фита, забележени различите симптоме; губитак видне оштрине, слуха, парализу ногу, отежано дисање и коначно несвестицу. Катастрофу на овом лету спречио је Coxwell иако паралзован, још сачуваног ума успео да својим зубима отвори вентил и тако започне спуштање балона у ниже слојева атмосфере.
Бер је у својим експеиментима користио специјално конструисану барокомору како би утврдио физиолошки ефекат промене састава и притиска ваздуха до висине од 8.800 метра. Ову Берову барокомору користили су и балонисти Теодора Сивела (1834—1875) и Жозефа Кроса-Спинелија (Joseph Eustache Crocé-Spinelli, 1845—1875) за припрему успона балоном на велику надморску висину, како би препознали утицај висине и предност додатног удисања кисеоника на великој висини. Упркос успешно изведеним припрема један од висинских летова балоном завршило трагично по Жозефа Кроса-Спинелија, (због недовољне количине кисеоника који су понели у корпи балона), постао прва жртва хипоксије у ваздухопловству.
Бечки физиолог Херман фон Шретер, 1894. дизајнирао је кисеоничку маску са којом су метеорози Артур Берсон (1859—1943) и Реинхард Суринг поставили рекорд 31. јула 1901, и достигли су висину од 32.000 стопа (10.500 м) балоном Preussen.”. На тој висини Суринг је изгубио свест, па је Берсон морао започети са спуштањем. После слетања оба научника су рекла да су након употребе додатног кисеоник, тешкоће у дисању и осећај страха престала; међутим, као „оловно тежак замор”, исцрпљеност, мучнина у стомак и, у мањој мери, главобоља су се наставиле и по спуштању на земљу. Заправо, до тога је дошло да су обојица кисеоник коришстила преко стаклених цеви уместо препоручене маске за кисеоник Херман фон Шретер. Овим подвигом ова два метеоролога су омогућила својим искуствима даљи развој заштитне летачке опреме и будућа конструктивна решења ваздухоплова за летова на великим висинама у условима снижене концентрације кисеоника.
| Година | Земља     | Име пилота     | Висина лета (m) | Употреба кисеоника        |
| ------ | --------- | -------------- | --------------- | ------------------------- |
| 1909.  | Француска | Latham         | 410             | не                        |
| 1910.  | САД       | Drexel         | 2.050           | не                        |
| 1911.  | Француска | Garros         | 3.910           | не                        |
| 1913.  | Немачка   | Linnekogel     | 6.120           | да                        |
| 1920.  | Немачка   | Schroeder      | 10.000          | да                        |
| 1929.  | Немачка   | von Neuenhofen | 12.700          | да                        |
| 1938.  | Италија   | Pezzi          | 17.000          | да (пресуризована кабина) |

Психолошка истраживања
У периоду 1898—1899. године у Првом ваздухопловном школском центру у Русији лекар С. П. Мунт почео је прва специјална физиолошка и психолошка истраживања у току лета на за то специјално опремљеном балону. Ова истраживања имала су значај за експеризу балониста.
У Француској 1914. Ками и Непер радили су прва експериментална психолошка испитивања летача, која су се огледала у испитивању просте моторне реакције.

## Први кораци војне ваздухопловне медицине до Великог рата
Од полетања првог авиона 17. децембара 1903. до данашњих дана дошло је до бурног развоја ваздухопловне технике и технологије, који је пратио и убрзан развој ваздухопловне медицине. Иако су прва медицинска истраживања у ваздухопловству почела 1907, само 4 године од првог лета авиона, медицина, као професија, дуго година је била равнодушна на развој авијације. Тек 1910. године представљени су појединачни чланци за дискусију. То су, у већини случајева, били чисто спекулативна размишљања у којима нису приказана никакве активности и резултати истреаживања.
И док је америчка медицинска професија била незаинтересована за ваздухопловну проблематику, познато је да су Немци у потаји, спремајући се за будући Велики рат, обављали бројна истраживања у овој области медицине. Немци су такође 1910. први објавили посебне медицинске прописе везане за избор пилота, а први прописи за војне пилоте, које су они морали да поштују у извршењу летачких активности.
Убрзо и у другим земљама света схватају значај пилотске професије и по узору на Немце 1912. у САД а затим Енглеска 1916. и Француска 1917. године доносе посебне медицинске прописе везане за избор пилота. Према др Армстронгу, ови стандарди били су игнорисани у првим годинама Првог светског рата, што је имало катастрофалне последице. Опет Немци предњаче и накнадно ревидирају своје стандарде, и објављују и у пракси примењују нову верзију медицинских прописа за пилоте од 1915 и оснивају медицинску службу за тестирање пилота у погледу њихове здравствене способности за војску и летења.

### Велики рат
Са избијањем Првог светског рата, способности и могућности авијације постале су ствар општег знања. Ратне нације, хватале су се за било које оружје које би им дало предност, и уводиле су у евиденцију сваког човека који је изразио спремност да лети. Гламур, популарно везан за „Ваздушне снаге”, природно је привлачио и многе мушкарце лоше прилагођене потребама летења. Резултат је био катастрофалан, велики број жртава.
Накнадно је статистика показала да се међу кандидатима за ваздушне снаге у Великом рату, код чак 50% пилота развила неуроза током летачке обуке. Такође према сачуваним подаци око 90% жртава настао је као резултат недостатака на физичком нивоу и општег лошег стање самих пилота. Ова сазнања деловала су алармантно и приступило се спровођењу истраживања у циљу утврђивања минималних физичких и других здравствених услова и ограничења за пилоте.
У току Првог светског рата, са наглим развојем ваздухопловства и све учесталијих борбених дејстава, јавила се потреба за што квалитетнији психолошки одабир пилота. Први од зараћених народа који је започео интензивна истраживања у обалсти ваздухопловне медицине, била је Италија. Она је основала лабораторије на разним локацијама, посебно у Риму и Напуљу, и у њима проучавала време реакције и емоционални статус будућих пилота. Италијански лекари су на једноставним и нешто сложенијим уређајима за тестирање, истраживали време одговора на визуелне и слушне и емоционалне подстицаје. Времена реакције одређиавана су уз помоћ електричних стимулатора подељених у три класе: једноставни, изабрани и комбиновани. За одређивање једноставних реакција, као стимулус за визуелне реакције коришћена је зелена дијафрагма осветљена са две светиљке, док је за слушне реакције, коришћена полуга постављена на одређеној „висини” изазивање звучних сигнал. Испитаник је на навдене светлосне и звучне надражаје требало да реагује наизменично десном или левом руком према једном од четири упутства. Одређиване су и комбиноване реакције стопала и руку. Испитаник је требало реаговати, у задатом времену, на било коју светлостну драж или комбинацију светала или било које друге истовремене дражи. Контролна лампица на уређају показивала је да ли је реакција била тачна. Емоционални тестови су били мало компликованији. Ова техника укључивала је примену елестичних гумених цеви које су постављане преко груди и око десне руке испитаника, повезаних са уређајем за регистрацију на перо. Након гласне буке испитаник је требало да реагује наглим скоком пера на апарату (који је регистровао пораст пулса, убрзано дисање, тремор мишића десне руке..). Неправилне реакције испитаника на наведен тестове дисквалификовале би га за пилота.
Војска САД, врло брзо схвата, да пажљиво извршен медицински избор кандидата за пилоте, смањује трошкове обуке и повећава безбедност летења и зато ревидира начин вршења медицинских прегледа и маја 1917. године у праксу уводи измењену верзију правилника „Образац 609”. Лекарски преглед по овом „обрасцу” је свеобухватан и он се не мења све до краја Другог светског рата.
У склопу промењеног однса према медицинеи, 1917. у Француској се формира прва Организација за селекцију и физиолошка истраживања у француском ваздухопловству, а значајан допринос на том подручју дао је и лекар Теодор Листер (енгл. Theodor Lyster), амерички пионир ваздухопловне медицине, који је и отворио прву истраживачку лабораторију у области ваздухопловне медицине 1918. у Њујорку. Следеће године отворена је и прва школа за ваздухопловну медицину.
Први ваздушни транспорт неколико болесника, у једном рату, обавили су српски и француски ваздухопловци, у току повлачења српске војске ка Албанији, са Косова Поља у новембру 1915. за потребе Војне болнице Ниш. Прво на релацији Београд-Ниш, а затим на релацији Призрен — Скопље на захтев управника др Владимир Станојевића. Први авионом превезени болесник до Скадра био је Милан Ростислав Штефанек словачки авијатичар, пребегао из аустроугарске војске, који је после рата постао министар војске Чехословачке. Евакуацију ваздушним путем извршила је „француска аеропланска чета“ под командом капетана Витрала. Сваки други транспорт ових болесника био би смртоносан. Први српски пилот који је у свом авиону 1915. евакуисао рањеника био је Миодраг Томић.
Са почетком истраживања у области медицине летења следи нови развој догађаја па се може на основу њих, рећи да је ваздухопловна медицина, с краја Великог рада имала и свој стварни почетак.

## Ваздуопловна медицина између два светска рата
Развој авијације између првог и Другог светског рата донекле су успорили и чести губици свести код пилота неких савременијих авиона током 1920. Ови авиони током маневра створали се јаке центрифугалне силе које су у телу пилота проузроковале прерасподелу крви из главе у доње делове тела што је отежало рад њиховог срца и мозга. Лишен кисеоника у мозгу (стање звано хипоксија или аноксија), пилоти су често доживљава прво губитак вида, а затим несвестицу.
Агресивна технике бомбардовања, примењивана током 1930, производила је још већа убрзања током извлачења авиона на крају бомбардовања. У неколико тада објављених извештаја описана је појава, убрзањем изазваног „неочекиваног губитака свести“.
Војска у најразвијенијим земљама Света, тога доба, брзо је схватила да је убрзање постаје све више један од најважнијих проблема који утиче на перформансе њихових пилота и ваздухоплова у борбеним летовима, и да бројна истраживања научника у будућности треба да омогуће да се толеранција на гравитационо оптерећење пилота значајно повећа применом одговарајућих заштитних мера.
У раздобљу од 1930. до 1940, Немци експериментишу са људима (у почетку са добровољцима а касније са ратним заробљеницима) и одређују толеранцију различитих делова људског тела на убрзање. Ови проблеми су исправно приписани „можданој малокрвности“ изазваној центрифугалним силама које су неколико пута биле веће од силе гравитације.
У циљу заштите пилота, 1934. Ратно ваздухопловство САД развија пнеуматски „појас за заштиту од убрзања“, састављен од трбушне пресе, коју је пилот напумпавао пре почетка бомбардовања. Овај уређај вероватно је имао само минимални учинак на дејство убрзања.
Подржан од нобеловаца, Сер Фредерика Бантинга, једног од оснивача ваздухопловне медицине у Канади, Вилбур Френк је захваљујући донацији енгл. Harry McLean’s од 5.000 долара у Канади купио потребан материјал и ангажовао кројача да направи прво антигравитационо одело, које је по њему названо „Френково летећо одело“. Одело је у строгој тајности (због стратешког значаја за ваздухопловство) шивено на старој шиваћој машини у Френковој канцеларији. У мају 1940, Френк (који је тада први пут летео у авиону) обукао је ову прву грубо сашивену верзију сопственог, „летећег одела“, и сео у авион Флит фиш (енгл. Fleet Finch) на аеродрому Борден у Канади. Након агресивног акробатског летења, на које је инсистирао Френк, пилот је изложио авион убрзању од око, токо наглог успона после стрмог понирања. Пилот је доживео привремени губитак вида у виду сиве копрене, али не и Френк, захваљујући оделу. Следили су нови пробни летови са Френковим „летећим оделом“ у трајању од 30, затим 45 минута. У свим тим летовима испитаник није доживе поремећај вида и свести али је пријавио „значајан осећај умора у ногама и стопалима“ на крају лета. Трећи тест у трајању од 55 минута учињен наредног дана, код испитаника је изазвао пролазни симптом поремећаја вида (сиву копрену). Због тајности пројекта и могућих катастрофа у току летења, са пробним антигравитационим оделом, даља истраживања утицаја убрзања условила су развој хуманих центрифуга, лабораторијских уређаја, за истраживањима на земљи, у којима је на крају ротирајућег рамена дугог 20-30 стопа, окретањем у круг стварана сила убрзања, које је деловало на људе или експерименталне животиње, смештене у капсули монтираној на њеном крају.
Прве центрифуге направљене за истраживања у авијацији произведен су у Немачкој и САД током 1930, нешто касније хуману центрифугу добијају и институти Ваздухопловне медицине у Јапану, Совјетском Савезу, Аустралији, и у још неколико других европских земаља.
Франк Котон професор физиологије на Универзитету у Аустралији 1931. утврђује центар гравитационе силе у телу човека, што представља основу за конструисање првог антигравитационог одела. За разлику од Вилбур Франка из Канаде који је конструисао анти-„G“ одело испуњено водом (тзв. „Марк 3“ летачко одело), Франк Котон, конструише прво летачко одело у које се упумпаво ваздух.
Опсежна истраживања у Минесоти -(енгл. Mayo Clinic, Rochester, Minnesota), током 1940. довела су до развоја пет пнеуматских анти-G одела (названа „g панталоне“), која су значајно повећала издржљивост организма у току дејства убрзања.
Канађани Вилбур Франк и Фредерик Бантинг, након бројних истраживања, на једној од првих центрифуга у свету, коју су сами конструисали за те намене, током 1940. израдили су прво течношћу испуњено анти-G одело, у којем се воде налазила између два слоја гуме (Марк 1,2 и 3 Франково летачко одело). Ово одело је, након уласка пилота у авион од стране земаљског особље пуњено течношћу. Његова израда и примена вршена је у строгој тајности како пројекат, који је давао значајну маневарску способност савезничким пилотима, не би доспео у руке немачке војске, што је утицало да дуже време ово одело није било у оперативној употреби.
Оснивање првих удружења и школа
- Прва међународна конференција за ваздухопловну медицину одржана је 1919. у Риму.
- 1929. у САД је основано прво Удружење лекара ваздухопловне медицине, (енгл. Aerospace Medical Association, AsMA),[33] под руководством Луиса Х. Бауера.[34]
- Прва Ваздухопловно-медицинска школа основана је 1921. у САД.

Прва издања из области ваздухопловне медицине
- 1926. Бауер је објавио своју књигу о „Ваздухопловна медицина”.
- 1939. Армстронг (амерички санитетски генерала) објавио је прво издање књиге „Принципи и пракса ваздухопловне медицине”, који и до данашњих дана представља значајан уџбеник за изучавање ваздухопловне медицине у целом свету.[35]
- 1941. објављен је први број Број 1 Аеронаутичког магазина Revista Aeronáutica, Segunda Epoca.
- 1941. Естебан Арангуез објавио је монографију од 80 страница „Визуелне функције у аеронаутици”.
- 1942. Основан је Институт за ваздухопловну медицину у павиљону за физиологију Ммедицинског факултета у Мадриду.

Ваздухопловно-медицинска истраживања
Године 1939. Франк В. Р. професор за медицинска истраживања Универзитета у Торонту, први је дизајнирао заштитно анти-Г одело.
Током 1934. у САД, СССР, Енглеској, Немачкој и многим другим земљама, почињу прва проучавања утицаја високих напрезања у току летења на организам пилота. Истраживање које је требало да створи оптималне услове у односима човек—авион—средина. Обезбеди повољно јединство између пилота и авиона, и доведе до даљег техничког напретка, израде и развоја првог херметичког (висинског) одела, а нешто касније и првогU-2 анти-G одела и друге заштитне опреме. Конструкција ове опреме која траје до данас, а трајаће и надаље, омогућила је даљи развој млазних авиона, а касније и ваздухоплова на ракетни погон и непрестано захтевала и даље захтева, развој ваздухопловне и космичке медицине.

## Ваздухопловна медицина за време Другог светског рата
Други светски рат је потпуно нарушио рад многих здравствених цивилних организација, и наметнуо другојачији начин рада у здравству, па тако и у ваздухопловној медицини. Здравствена служба Ваздухопловства рођена на рушевинама ратних сукоба, током следећег пола века, због све сложенијих перформанси и могућности авиона нагло се развијала у контексту војне и комерцијалне авијације као значајна подршка безбедности летења којој се морала прилагодити и медицинска подршка, посебно у области истраживања.
У борбеним дејствима,т заштитно пилотско одело је први пут применило неколико пилота, Хокер харикена и Спитфајера новембра 1942, у току инвазије Савезничких снага на подручја Орана и Марока у Северној Африци. Након извршеног задатка пилоти су у свом извештају навели да су им се маневарске способости значајно побољшале у односу на непријатеља уз одсуство поремећаја вида познатог као „сива копрена“ која се често јављала у ранијим летовима. Након 1942. до краја Другог светског рата, ово одело користе амерички пилоти за време борбених дејстава на Пацифику.
Након ових извештаја  RAF  (Британско краљевско ваздухопловство) је препоручило увођењење одела у оперативну употребу, наводећи да ће то дати британским пилотима значајну предност у борбама са непријатељским авионима.
Бројни пилоти били су одушевљени оделом и хтели су га носити током ваздушних операција, али је командовање одлучило да RAF ограничи његову употребу, упркос произведених више од 8.000 јединица, како би се уређај могао користити као највећа предност авијације у инвазија на Европу. Постојала је бојазан да ако би одело прерано пало у руке непријатељу, ова предност би била изгубљена.
Пилоти бомбардера избегавали су на дугим летовима ношење овог одела испуњеног водом јер је оно било гломазно и неудобно, а у њему су они имали и проблем око подешавања телесне температуре. Иако Вилбур Франков „оригинални костим“ није био коришћен у мери у којој се он надао, његов концепт био је предак анти-G одела која ће касније носили не само пилоти већ и астронаути.
Моделе анти-G одела испуњен течношћу, из 1944. (коришћене у рату и после њега), заменила су одела која су се састојала од анти-g панталона са гуменим манжетнама, које су биле повезане са компресором авиона, који је у њих упумпавао ваздух под притиском.
Авионска индустрија је далеко испред нивоа људске толеранције у 1960. и 1970. Произведени су авиони чије су g -оптерећење у распону од 6-9 g, и која су нешто касније повећана и до 12 g, са прирастом убрзања по стопи од 6 g/sec. Од тада смо сведоци разних аеродинамичних промене у авионима које су били строго чувана тајна од непријатеља.

## Школовање кадрова
Да би се задовољиле потребе цивилног ваздухопловства и уопште интересовање младих лекара за ваздухопловство, универзитет на глобалном нивоу уводи сертификат о специјалним студијама из ваздухопловне медицине. Први је 1946. године издат у Француској на Медицинском факултету у Нансију.
У 1984. години, током реформе 3. циклуса студија медицине,  основан је и програм ваздухопловне медицине, где су могли да се пријаве само доктори медицине, а не студенти као раније. Од 1990-их па надаље, стандардизација прописа у европским оквирима намеће нове услове и ова диплома добија на важности широм европског простора.

## Развој космичке медицине и њено издвајање из ваздухопловне медицине
Након Другог светског рата, настављено је са развојем ваздухопловне медицине у многим центрима у свету. Па су тако у аеродромском центру ААФ у Хеиделбергу физиолог Ото Гауер и астрофизичар Хеинз Хабер најавили даљи развој у области „ванземаљске” физиологије.
У 1948, одржан је састанак лекара специјалиста који је био фокусиран на визионарској теми „Аеромедицински пробелеми путовања у свемир” у Сан Антонију, Текас.
Авиофизиологу Хубертус Стругхолд који постао први директор америчког одељења за медицину путовања у свемир придружиле су се и немачке колеге К. Бутнер, К. Хабер и Х. Хабер, и убрзо, у оквиру биомедицински припремна за амерички свемирски програм са људском посадом, започели одлучујућа истраживања.
Како од 1960. почињу и прва медицинска истраживања у области космичке медицине, неколико година касније из окриља ваздухопловне медицине, издваја се и настаје посебна субспецијалистичка грана космичка медицина. Зато је у појединим земљама света све више у употреби називи ваздухопловна и космичка медицина.